# Alexandre Saldanha
Alexandre Saldanha Barbosa da Silva (Rio de Janeiro, 15 de novembro de 1970) é um velejador brasileiro.
Como um dos representantes do país nos Jogos Pan-americanos de 2011, em Guadalajara, no México, ganhou a medalha de ouro na classe J24, junto com Maurício Oliveira, Guilherme Hamelmann e Daniel Santiago.